# 태양속의 남자
"태양속의 남자"는 1994년에 개봉한 대한민국의 영화이다.

## 캐스팅
- 이경호 : 영표 역
- 강리나 : 선영 역
- 한영수 : 철민 역
- 김준우
- 김기종
- 염혜숙
- 안진수
- 송일동 (특별출연)